# Orimarga coracina
Orimarga coracina är en tvåvingeart som beskrevs av Alexander 1976. Orimarga coracina ingår i släktet Orimarga och familjen småharkrankar.
Artens utbredningsområde är Ecuador. Inga underarter finns listade i Catalogue of Life.